# Draženov
Draženov är en ort i Tjeckien.   Den ligger i regionen Plzeň, i den västra delen av landet, 130 km sydväst om huvudstaden Prag. Draženov ligger 461 meter över havet och antalet invånare är 394.
Terrängen runt Draženov är platt åt nordost, men åt sydväst är den kuperad.Runt Draženov är det tätbefolkat, med 369 invånare per kvadratkilometer. Närmaste större samhälle är Domažlice, 4,5 km öster om Draženov. Trakten runt Draženov består till största delen av jordbruksmark.